# Hansa Teutonica
Hansa Teutonica — настільна єврогра для 2–5 гравців віком від 12 років, створена Андреасом Штедінгом з ілюстраціями Денніса Лоузена . Гра вперше опублікована у 2009 році видавництвом Argentum Verlag.

## Вміст
- 1 ігрове поле (лицьова сторона для 4–5 гравців, зворотна — для 1–3 гравців)
- Дерев'яні компоненти:
  - 135 торговців, по 27 кубиків у кольорах гравців (синій, жовтий, зелений, червоний, фіолетовий)
  - 20 великих торговців, по 4 диски у кольорах гравців
  - 1 чорний камінь для треку «Міста з повністю зайнятими представництвами»
  - 1 фігура для гри у двох
- Картонні компоненти:
  - 16 бонусних маркерів:
    - 5× додаткове представництво
    - 2× обмін представництв
    - 2× +3 дії
    - 2× +4 дії
    - 3× +1 характеристика
    - 2× видалення торгових каменів

  - 5 планшетів гравців
  - 4 картонні жетони із солдатами
- Правила гри (24 сторінки формату DIN-A4, німецькою та англійською мовами) [2]

## Опис гри
Ігрове поле зображує північно-західну Німеччину між Гронінгеном і Кельном на заході та Любеком і Галле на сході в часи Ганзейського союзу. У містах є торгові представництва, а між містами — торгові маршрути, які гравці можуть займати.
Кожен гравець отримує планшет гравця, 27 звичайних і 4 великих торговців, які розміщуються на відповідних полях планшета. Перше поле кожної характеристики відкрите, що визначає стартові значення. Один торговець ставиться на поле 0 треку переможних очок (Трек Крамера). Гравці залежно від стартової позиції беруть різну кількість торговців у свій запас, решта потрапляє в резерв. Поля планшетів визначають:
- очки за найбільшу мережу,
- кількість доступних дій за хід,
- представництва, які можна зайняти,
- кількість переміщень торговців і поповнення запасу.

У свій хід гравець, залежно від кількості доступних дій, може виконувати наступне:
- Взяти прибуток, тобто перемістити торговців із резерву в свій запас.
- Розмістити 1 свій торговий камінь на вільній точці торгового маршруту.
- Замінити 1 чужий торговий камінь своїм. За це потрібно віддати 1 або 2 свої камені в резерв. Суперник переміщує свій камінь і отримує додатково 2 камені з резерву на сусідні маршрути.
- Перемістити 2–5 своїх торгових каменів.
- Установити торговий маршрут, отримуючи переможні очки, бонусні маркери, покращуючи характеристики (на планшеті), займаючи представництва або отримуючи спеціальні переможні очки.

Гра закінчується, якщо гравець отримує 20 або більше переможних очок, бонусні маркери вичерпуються, або всі представництва в містах зайняті. Наприкінці до наявних очок додаються:
- очки за повністю розвинені характеристики,
- бонусні маркери,
- спеціальні переможні очки,
- найбільша кількість представництв у кожному місті,
- найбільша мережа.

Перемагає гравець із найбільшою кількістю очок. У разі нічиєї діють додаткові правила для визначення переможця.

## Нагороди
- 2010: Рекомендація «Spiel des Jahres»
- 2010: 5 місце у Deutscher Spiele Preis [3]
- 2010: Номінація на International Gamers Award
- 2010: Spiel der Spiele [4]
- 2011: Nederlandse Spellenprijs

## Розширення
У 2010 році вийшло розширення Hansa Teutonica: East Expansion, яке додає морські шляхи на схід і нові виклики.  